# Spinolyprops lateralis
Spinolyprops lateralis es una especie de escarabajo del género Spinolyprops, familia Tenebrionidae, orden Coleoptera. Fue descrita científicamente por Pic en 1917.

## Distribución
Se distribuye por Tailandia y Malasia (Borneo, Sumatra).